# Nyengelsk
Nyengelsk er den form for engelsk, der har været talt i England, siden Det store vokalskifte på engelsk blev afsluttet omkring 1550. 

## Sproglige ændringer
I forhold til middelengelsk er nyengelsk yderligere forenklet. Det udlydende e- er forstummet i alle ord. Adjektiver har nu kun en form, og bøjningen af verber er indskrænket, så mange verber falder sammen med de tilsvarende substantiver, hvilket gør det muligt at bruge samme ord som verbum og substantiv, som fx love (kærlighed) - to love (at elske).
En anden vigtig nydannelse er pronomenet you, der erstatter thou, thee, ye og you, samt gennemførelsen af endelsen (e)-s i verbernes nutids tredje person i stedet for det tidligere eth-, der nu kun bruges i poesi og højtideligt sprog, som fx "he loves her" i stedet for "he loveth her".
Med visse forskelle i ordforråd kan tekster fra det tidlige 1600-tal, som William Shakespeares værker og Kong James Bibel, anses for at være skrevet på nyengelsk, eller mere specifikt tidlig nyengelsk - også kaldet elisabetansk engelsk.

## Verdenssprog
Engelsk blev de facto Storbritanniens officielle sprog ved landets dannelse i 1707 og eneste retssprog i England (1731) og Wales (1733), mens det i Skotland hurtigt udkonkurrerede skotsk. Siden udbredes engelsk til Nordamerika, Det indiske subkontinent, Afrika, Australien og New Zealand gennem briternes kolonisering af disse områder og opbygningen af Det Britiske Imperium. 
Som følge af sprogets store geografiske spredning og forskellene i de perioder, hvor den britiske kolonisering fandt sted, har nyengelsk udviklet et stort antal dialekter i diverse lande rundt om på jorden, fx  amerikansk engelsk, australsk engelsk, britisk engelsk, canadisk engelsk og caribisk engelsk.